# Fritziana
Fritziana es un género de anfibio anuro de la familia de Hemiphractidae. Son endémicos del sudeste de Brasil.

## Especies
Se reconocen las cinco especies siguientes:
- Fritziana fissilis (Miranda Ribeiro, 1920)
- Fritziana goeldii (Boulenger, 1895)
- Fritziana ohausi (Wandolleck, 1907)
- Fritziana tonimi Walker, Gasparini & Haddad, 2016
- Fritziana ulei (Miranda Ribeiro, 1926)